# Зелёная Роща (Тверская область)
Зелёная Роща — поселок в Калязинском районе Тверской области. Входит в состав Нерльского сельского поселения.

## География
Находится в юго-восточной части Тверской области на расстоянии приблизительно 24 км на юг-юго-восток по прямой от районного центра города Калязин.

## История
Был отмечен на карте 1978 года как поселок Льнозавода. Ныне размещающийся здесь Нерльский льнозавод не работает.

## Население
Численность населения: 63 человека (русские 98 %) в 2002 году, 47 в 2010.